# Бурназель (Тарн)
Бурназе́ль (фр. Bournazel, окс. Bornasèl) — коммуна во Франции, находится в регионе Юг — Пиренеи. Департамент — Тарн. Входит в состав кантона Кармо-2 Валле-дю-Серу. Округ коммуны — Альби.
Код INSEE коммуны — 81035.

## География

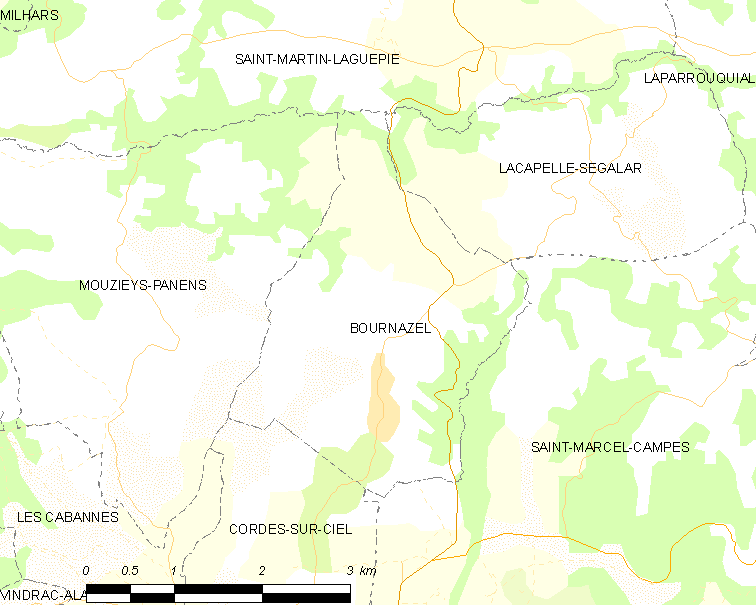
Карта коммуны

Коммуна расположена приблизительно в 530 км к югу от Парижа, в 70 км северо-восточнее Тулузы, в 24 км к северо-западу от Альби.

## Климат
Климат умеренно-океанический. Зима мягкая и дождливая, лето жаркое с частыми грозами. Ветры довольно редки.

## Население
Население коммуны на 2010 год составляло 177 человек.
| 1962 | 1968 | 1975 | 1982 | 1990 | 1999 | 2010 |
| ---- | ---- | ---- | ---- | ---- | ---- | ---- |
| 174  | 155  | 125  | 119  | 134  | 152  | 177  |

## Экономика
В 2007 году среди 95 человек в трудоспособном возрасте (15—64 лет) 64 были экономически активными, 31 — неактивными (показатель активности — 67,4 %, в 1999 году было 64,4 %). Из 64 активных работали 58 человек (31 мужчина и 27 женщин), безработных было 6 (2 мужчин и 4 женщины). Среди 31 неактивных 8 человек были учениками или студентами, 16 — пенсионерами, 7 были неактивными по другим причинам.

## Достопримечательности
- Крест XVI века. Исторический памятник с 1959 года.[4]